# Dohrniphora geetae
Dohrniphora geetae är en tvåvingeart som först beskrevs av Ronald Henry Lambert Disney 2001.  Dohrniphora geetae ingår i släktet Dohrniphora och familjen puckelflugor. Inga underarter finns listade i Catalogue of Life.